# Шведський дивізіон 1 з хокею 1947—1948
Дивізіон 1: 1947—1948 — 4-й сезон у «Дивізіон 1», що був на той час найвищою за рівнем клубною лігою у шведському хокеї з шайбою.
У чемпіонаті взяли участь 12 клубів, розділених на дві групи. Турнір проходив у два кола.
Переможцем змагань став клуб Седертельє СК.

## Регулярний сезон

### Північна група
|   | Команда                            | І  | В | Н | П | Ш     | О  |
| - | ---------------------------------- | -- | - | - | - | ----- | -- |
| 1 | Седертельє СК                      | 10 | 9 | 0 | 1 | 63–22 | 18 |
| 2 | АІК Стокгольм                      | 10 | 6 | 1 | 3 | 54–34 | 13 |
| 3 | УоІФ «Маттеуспойкарна» (Стокгольм) | 10 | 5 | 0 | 5 | 50–55 | 10 |
| 4 | Мура ІК                            | 10 | 3 | 1 | 6 | 22–28 | 7  |
| 5 | Вестерос СК                        | 10 | 2 | 3 | 5 | 46–66 | 7  |
| 6 | «Трансбергс» ІФ (Стокгольм)        | 10 | 2 | 1 | 7 | 34–65 | 5  |

### Південна група
|   | Команда                   | І  | В | Н | П | Ш     | О  |
| - | ------------------------- | -- | - | - | - | ----- | -- |
| 1 | «Гаммарбю» ІФ (Стокгольм) | 10 | 7 | 2 | 1 | 66–27 | 16 |
| 2 | Вестерос ІК               | 10 | 4 | 3 | 3 | 48–54 | 11 |
| 3 | Євле ГІК                  | 10 | 4 | 2 | 4 | 37–35 | 10 |
| 4 | ІК «Йота» (Стокгольм)     | 10 | 4 | 2 | 4 | 34–39 | 10 |
| 5 | «Атлас Дізельс» ІФ (Нака) | 10 | 4 | 1 | 5 | 45–34 | 9  |
| 6 | Нака СК                   | 10 | 1 | 2 | 7 | 27–59 | 4  |

## Фінал
- «Гаммарбю» ІФ (Стокгольм) – Седертельє СК 2–6, 1–6